# ジェリー・ルイス
ジェリー・ルイス（Jerry Lewis、1926年3月16日 - 2017年8月20日）は、アメリカ合衆国の喜劇人、俳優、映画プロデューサー、脚本家、映画監督。本名：ジョーゼフ・レヴィッチ（Joseph Levitch）。スラップスティックなユーモアが持ち味で一時代を築く。筋ジストロフィー患者支援のために創設したテレソンチャリティ基金「レイバー・デイ・テレソン」は24時間テレビ 「愛は地球を救う」のモデルにもなった。息子は『恋のダイアモンド・リング』で知られる60年代の人気バンド「ゲイリー・ルイス&ザ・プレイボーイズ」のボーカルのゲイリー・ルイス。

## 来歴・人物

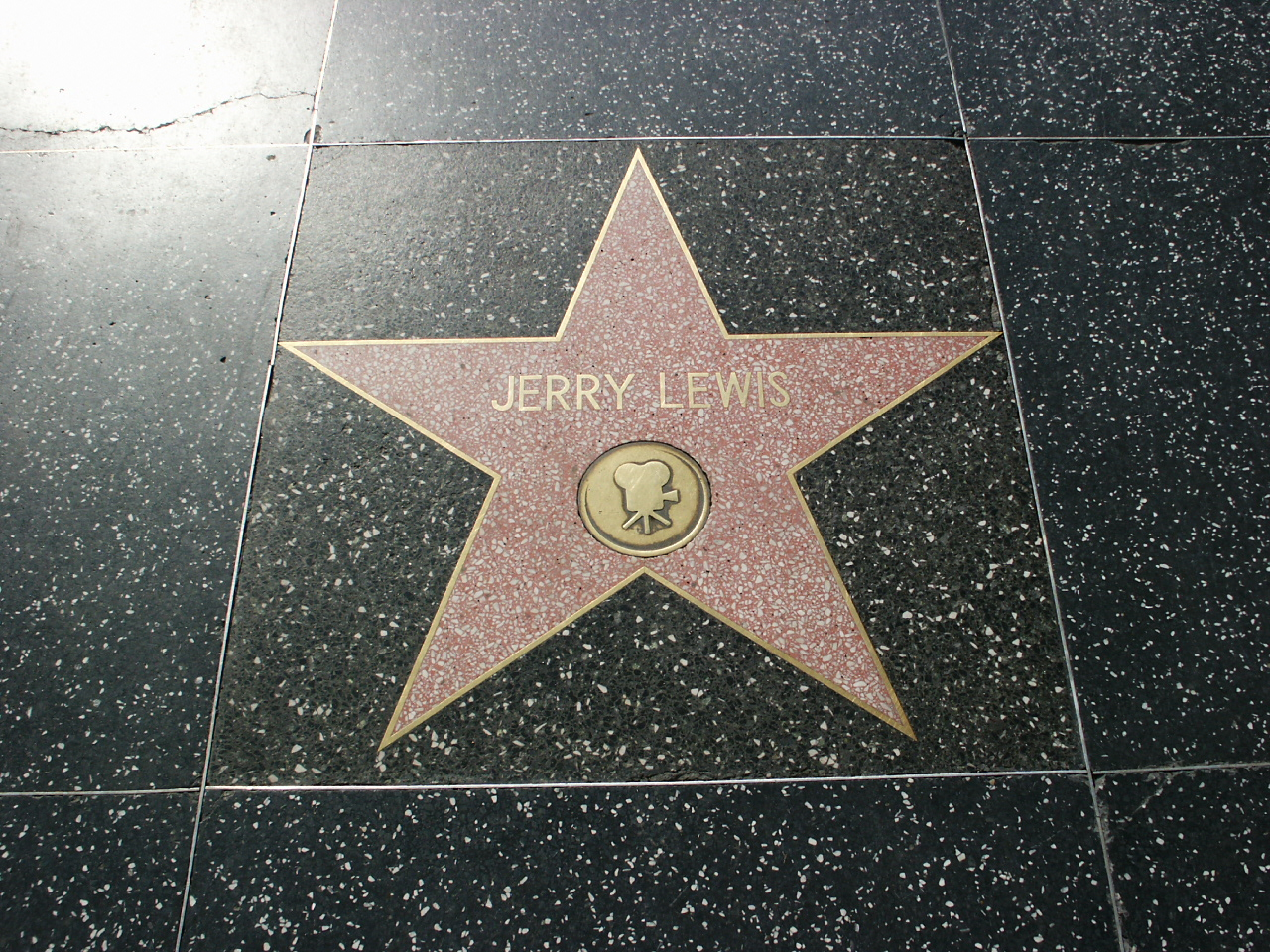
ハリウッド・ウォーク・オブ・フェームのスター

ニュージャージー州ニューアーク出身。両親はロシア系ユダヤ人。父親がヴォードヴィル芸人だったため、5歳から舞台に立つ。
1946年にディーン・マーティンと「底抜けコンビ」を結成。人気ナイトクラブでの活動に加え、パラマウント映画製作によるコメディ映画の人気シリーズに出演する。コンビは結成10年後に解散した。
代表作の一つ『底抜け大学教授』（1962年）は、1996年にエディ・マーフィ主演で『ナッティ・プロフェッサー クランプ教授の場合』としてリメイクされた（原題はともに『The Nutty Professor』である）。
また、筋ジストロフィー患者の社会参加と治療費捻出、ならびに筋ジストロフィー協会の活動の啓蒙を念頭において1966年から「レイバー・デイ・テレソン」と題したチャリティーコンサートを開催し、全米にテレビ中継。2010年まで45年間担当した。
晩年はネバダ州南部ラスベガスに在住、2017年8月20日に死去した。91歳没。

## 主な受賞歴
- 1998年 - アメリカン・コメディ賞特別功労賞
- 1999年 - ヴェネツィア国際映画祭功労金獅子賞
- 2005年 - ドイツ「金のカメラ賞」特別功労賞
- 2004年 - ロサンゼルス映画批評家協会賞特別功労賞
- 2004年 - ロサンゼルス映画批評家協会賞特別功労賞
- 2009年 - 第81回アカデミー賞特別賞（ジーン・ハーショルト友愛賞）
- そして、ハリウッド・ウォーク・オブ・フェームに2つの星をもっている。

## 主なフィルモグラフィ
※クレジットのないものは出演のみ
1950年代
- My Friend Irma　1949年　監督ジョージ・マーシャル　※映画デビュー
- My Friend Irma Goes West　1950年　監督ハル・ウォーカー
- 底抜け右向け!左 At War with the Army　1950年　監督ハル・ウォーカー
- 底抜け艦隊 Sailor Beware　1952年　監督ハル・ウォーカー
- バリ島珍道中 Road to Bali　1952年　監督ハル・ウォーカー
- 底抜け落下傘部隊 Jumping Jacks　1952年　監督ノーマン・タウログ
- 底抜けやぶれかぶれ The Caddy　1953年　脚本・出演　監督ノーマン・タウログ
- 底抜けふんだりけったり Money from Home　1953年　監督ジョージ・マーシャル
- 底抜けびっくり仰天 Scared Stiff　1953年　監督ジョージ・マーシャル
- 底抜けニューヨークの休日 Living It Up　1954年　監督ノーマン・タウログ
- 底抜け最大のショウ 3 Ring Circus　1954年　監督ジョセフ・ペヴニー
- 画家とモデル Artists and Models　1955年　監督フランク・タシュリン
- お若いデス You're Never Too Young　1955年　監督ノーマン・タウログ
- 底抜け西部へ行く Pardners　1956年　監督ノーマン・タウログ
- 底抜けコンビのるかそるか Hollywood or Bust　1956年　監督フランク・タシュリン
- 紐育ウロチョロ族 The Delicate Delinquent　1957年　製作・出演　監督ドン・マクガイア
- 底抜け楽じゃないデス Rock-A-Bye Baby　1957年　製作・出演　監督フランク・タシュリン、原作プレストン・スタージェス
- 底抜け一等兵 The Sad Sack　1957年　監督ジョージ・マーシャル
- 底抜け慰問屋行ったり来たり The Geisha Boy　1958年　製作・出演　監督フランク・タシュリン
- 底抜け船を見棄てるナ Don't Give Up the Ship　1959年　監督ノーマン・タウログ
- 底抜け宇宙旅行 Visit to a Small Planet　1959年　監督ノーマン・タウログ

1960年代
- 底抜けてんやわんや The Bellboy　1960年　監督・製作・脚本・出演　※監督デビュー作
- 底抜けシンデレラ野郎 Cinderfella　1960年　製作・出演　監督・脚本フランク・タシュリン
- 底抜けもててもてて The Ladies Man　1961年　監督・製作・脚本・出演　共同脚本ビル・リッチモンド
- 底抜け便利屋小僧 The Errand Boy　1961年　監督・脚本・音楽・出演　共同脚本ビル・リッチモンド
- 底抜け柵ボタ成金 It's Only Money　1962年　監督フランク・タシュリン
- 底抜け大学教授 The Nutty Professor　1962年　監督・脚本・出演　共同脚本ビル・リッチモンド
- 底抜けオットあぶない Who's Minding the Store?　1963年　監督・脚本フランク・タシュリン
- おかしなおかしなおかしな世界 It's a Mad, Mad, Mad, Mad World　1963年　製作・監督スタンリー・クレイマー
- 底抜け00の男 The Disorderly Orderly　1964年　製作・出演　監督・脚本フランク・タシュリン
- 底抜けいいカモ The Patsy　1964年　監督・脚本・出演　共同脚本ビル・リッチモンド
- ボーイング・ボーイング Boeing Boeing　1965年　監督ジョン・リッチ（英語版）
- 底抜け男性No.1 The Family Jewels　1965年　監督・製作・脚本・出演　共同脚本ビル・リッチモンド
- 底抜け替え玉戦術 Three on a Couch　1966年　監督・製作・出演　脚本サミュエル・A・テイラー、ボブ・ロス
- 月世界宙がえり Way...Way Out　1966年　監督ゴードン・ダグラス

1970年代以降
- 罠にはまった二人・密輸ダイヤをひとり占め One More Time　1970年　監督　製作総指揮・主演、脚本マイケル・パートウィー
- Which Way to the Front?　1970年　監督・製作・出演
- 底抜け再就職も楽じゃない Hardly Working　1981年　監督・脚本・出演　共同脚本マイケル・ジャノーヴァー
- ジェリー・ルイスの双子の鶏フン大騒動 Slapstick of Another Kind　1983年　製作・監督・脚本スティーヴン・ポール、原作カート・ヴォネガット・ジュニア
- キング・オブ・コメディ The King of Comedy　1983年　監督マーティン・スコセッシ
- 私のパパはマフィアの首領(ドン) Cookie　1989年　製作総指揮・監督スーザン・シーデルマン、製作総指揮・脚本ノーラ・エフロン、アリス・アーレン
- アリゾナ・ドリーム Arizona Dream　1992年　監督・脚本エミール・クストリッツァ
- ミスター・サタデー・ナイト Mr. Saturday Night]　1992年　監督・脚本・製作・主演ビリー・クリスタル
- ファニー・ボーン/骨まで笑って Funny Bones　1994年　監督・脚本ピーター・チェルソム
- ナッティ・プロフェッサー/クランプ教授の場合 The Nutty Professor　1996年　製作総指揮・原案　監督トム・シャドヤック
- ナッティ・プロフェッサー2/クランプ家の面々 Nutty Professor II: The Klumps　2000年　製作総指揮　監督ピーター・シーガル
- ザ・シンプソンズ  2003年

## 日本語吹き替え
- 近石真介

ほぼ専属で担当。ルイスの芝居はリズムが早いため、近石は予め大体の台詞を覚えてから収録に臨んでいたといい、録音後は疲れる一方で「ジェリー・ルイスのあのリズムを俺は盗めたぞ」という何ともいい快感があったという。また、後年のインタビューでルイスの吹き替えについて「本当に好きだったなあ」と述べている。
近石の他に、肝付兼太、愛川欽也、鈴木ヤスシ、里見たかし、小林修などが担当している作品もある。

## ジェリー・ルイスに影響を受けた人物
- リチャード・プライヤー[8]
- エディ・マーフィ[9]
- ジム・キャリー[10]
- 加藤茶[11]
- 志村けん[12]
- ぼんちおさむ[13]
- 田代まさし[14]